# Championnat d'Angola de football 2007
Navigation
Saison précédente Saison suivante
La saison 2007 du Championnat d'Angola de football est la vingt-neuvième édition de la première division en Angola. Les quatorze meilleures équipes du pays sont regroupées au sein d'une poule unique où elles s'affrontent deux fois, à domicile et à l'extérieur. En fin de saison, les trois derniers sont relégués et remplacés par les trois meilleurs clubs de Gira Angola, la deuxième division angolaise.
C'est le club de l'Inter Luanda qui remporte le championnat cette saison après avoir terminé en tête du classement, avec un seul point d'avance sur le tenant du titre, Primeiro de Agosto et cinq sur le Petro Luanda. C'est le tout premier titre de champion d'Angola de l'histoire du club.
Le vainqueur du championnat et son dauphin se qualifient pour la Ligue des champions de la CAF, tandis que le vainqueur de la Taça Angola obtient son billet pour la Coupe de la confédération, tout comme le troisième du classement général.

## Clubs participants
- Primeiro de Agosto
- Académica Petróleo Kwanda Soyo
- Inter Luanda
- Petro Luanda
- Sport Lubango e Benfica
- Atlético Sport Aviação
- Sagrada Esperança
- Sport Luanda e Benfica
- Santos Futebol Clube de Angola - Promu de Gira Angola
- Atlético Petróleos do Namibe
- Petro Atlético Huambo - Promu de Gira Angola
- EC Primeiro de Maio
- Desportivo Huila
- Inter Clube 4 de Junho do Moxico - Promu de Gira Angola

## Compétition
Le barème de points servant à établir les classements se décompose ainsi :
- Victoire : 3 points
- Match nul : 1 point
- Défaite : 0 point

### Classement
| Rang | Équipe                            | Pts | J  | G  | N  | P  | Bp | Bc | Diff |
| ---- | --------------------------------- | --- | -- | -- | -- | -- | -- | -- | ---- |
| 1    | Inter Luanda                      | 55  | 26 | 16 | 7  | 3  | 32 | 17 | +15  |
| 2    | Primeiro de AgostoT               | 54  | 26 | 16 | 6  | 4  | 41 | 14 | +27  |
| 3    | Petro Luanda                      | 50  | 26 | 15 | 5  | 6  | 43 | 25 | +18  |
| 4    | Atlético Sport Aviação            | 40  | 26 | 10 | 10 | 6  | 27 | 19 | +8   |
| 5    | Sagrada Esperança                 | 40  | 26 | 10 | 10 | 6  | 37 | 27 | +10  |
| 6    | Petro Atlético HuamboP            | 39  | 26 | 11 | 6  | 9  | 26 | 20 | +6   |
| 7    | Sport Lubango e Benfica           | 39  | 26 | 11 | 6  | 9  | 31 | 26 | +5   |
| 8    | Desportivo Huila                  | 38  | 26 | 10 | 8  | 8  | 26 | 25 | +1   |
| 9    | Primeiro de MaioC                 | 36  | 26 | 9  | 9  | 8  | 23 | 23 | 0    |
| 10   | Sport Luanda e Benfica            | 35  | 26 | 9  | 8  | 9  | 22 | 21 | +1   |
| 11   | Santos Futebol Clube de AngolaP   | 27  | 26 | 8  | 3  | 15 | 23 | 34 | -11  |
| 12   | Académica Petróleo Kwanda Soyo    | 23  | 26 | 5  | 8  | 13 | 15 | 29 | -14  |
| 13   | Atlético Petróleos do Namibe      | 16  | 25 | 4  | 4  | 18 | 20 | 41 | -21  |
| 14   | Inter Clube 4 de Junho do MoxicoP | 6   | 26 | 0  | 6  | 20 | 8  | 53 | -45  |

|  | Qualification pour la Ligue des champions de la CAF 2008                  |
|  | Qualification pour la Coupe de la confédération 2008                      |
|  | Relégation directe en Gira Angola                                         |
|  | T: Tenant du titre C: Vainqueur de la Taça Angola P: Promu de Gira Angola |

## Bilan de la saison
| Championnat d'Angola de football 2007 |                                      |
| Champion                              | Inter Luanda (9e titre)              |
| Coupes et trophées                    |                                      |
| Vainqueur de la Coupe d'Angola 2007   | Primeiro de Maio                     |
| Qualifications continentales          |                                      |
| Ligue des champions de la CAF 2008    | Inter Luanda                         |
| Ligue des champions de la CAF 2008    | Primeiro de Agosto                   |
| Coupe de la confédération 2008        | Petro Luanda                         |
| Coupe de la confédération 2008        | Primeiro de Maio (tour préliminaire) |
| Promotions et relégations             |                                      |
| Promus en Girabola                    | Onze Bravos do Maqui                 |
| Promus en Girabola                    | Kabuscorp SC                         |
| Promus en Girabola                    | Clube Recreativo Desportivo Libolo   |
| Relégués en Gira Angola               | Académica Petróleo Kwanda Soyo       |
| Relégués en Gira Angola               | Inter Clube 4 de Junho do Moxico     |
| Relégués en Gira Angola               | Atlético Petróleos do Namibe         |